# 納布羅火山

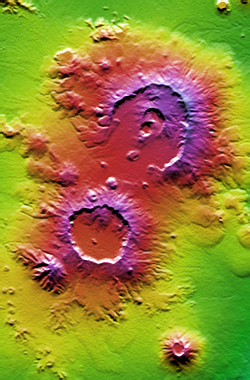

納布羅火山是厄立特里亞的火山，位於該國南部南紅海區，毗鄰與埃塞俄比亞接壤的邊境，海拔高度2,218米，最近一次火山噴發在公元2011年6月13日發生。

## 外部連結
- Volcanoes of Eritrea （页面存档备份，存于）
- Activolcans.info/Nabro 2012 Activity